# Jasper (Flórida)
Jasper é a única cidade localizada no estado americano da Flórida, no condado de Hamilton, do qual é sede. Foi incorporada em 1858.

## Geografia
De acordo com o United States Census Bureau, a cidade tem uma área de 5,9 km², onde todos os 5,9 km² estão cobertos por terra.

### Localidades na vizinhança
O diagrama seguinte representa as localidades num raio de 40 km ao redor de Jasper.

## Demografia
Segundo o censo nacional de 2010, a sua população é de 4 546 habitantes e sua densidade populacional é de 769,8 hab/km². É a localidade mais populosa do condado de Hamilton, bem como, a que, em 10 anos, teve o maior crescimento populacional do condado. Possui 819 residências, que resulta em uma densidade de 138,7 residências/km².